# (7486) Hamabe
(7486) Hamabe est un astéroïde de la ceinture principale.

## Description
(7486) Hamabe est un astéroïde de la ceinture principale. Il fut découvert le 6 décembre 1994 à Oizumi par Takao Kobayashi. Il présente une orbite caractérisée par un demi-grand axe de 2,22 UA, une excentricité de 0,17 et une inclinaison de 3,6° par rapport à l'écliptique.

## Compléments